# Keizō Hamada
Pour les articles homonymes, voir Hamada.
Keizō Hamada (浜田 恵造, Hamada Keizō) est un homme politique japonais, né le 10 janvier 1952, à Kan'onji.
Il est élu au poste de gouverneur de la préfecture de Kagawa en 2010.